# Twierdzenie o osobliwościach
Twierdzenie o osobliwościach – grupa różnych stwierdzeń dotyczących osobliwości, w tym kosmologicznych.
W pierwotnej wersji twierdzenie to dowodziło istnienia czarnych dziur. Nie jest możliwe takie zwiększenie momentu pędu czarnej dziury, by zniknął horyzont zdarzeń i pojawiła się osobliwość bez horyzontu, do której przy braku silnych oddziaływań pływowych można byłoby się zbliżyć, a następnie oddalić. Z faktu, że jest to niemożliwe, wynika, że czarne dziury powinny istnieć. Wyjaśnienie teoretyczne
podlega rozwiązaniu Kerra z 1963 roku, które w metryce uwzględnia nie tylko masę, ale i rotację w postaci momentu pędu. W modelu tym istnieją dwa rozwiązania, a zatem dwa horyzonty zdarzeń, ale także zakres dopuszczalnych wartości momentu pędu obracającego się obiektu. Osiągnięcie wartości granicznej tego parametru jest równoznaczne z powstaniem jednego horyzontu, a nie jakiejś formy anihilacji obydwu, istniejących w zakresie mniejszych prędkości rotacji. Osobliwość pozostaje w dalszym ciągu niewidoczna
i nieosiągalna dla obserwatora zewnętrznego.
Koncepcja ta bardziej współcześnie znalazła zastosowanie w kosmologii. Osobliwości kosmologiczne, które stały się synonimem obszaru o dużej gęstości, mogą istnieć tylko w skrajnej przeszłości w modelu Wielkiego Wybuchu lub skrajnej przyszłości w Wielkim Kolapsie, który jest wersją końca istnienia Wszechświata.

## Odkrycie
W roku 1916 Albert Einstein opublikował podstawy ogólnej teorii względności. Teoria ta będąca relatywistycznym opisem zjawiska grawitacji była później rozwijana przez wielu badaczy. OTW posłużyła za podstawę opisu zjawisk dotyczących zapadania grawitacyjnego, a zatem również powstawania czarnych dziur.
Twierdzenie o osobliwościach zostało udowodnione przy współpracy Rogera Penrose’a i Stephena Hawkinga w 1969. Wykazuje ono m.in. konieczność istnienia takiego punktu w czasoprzestrzeni, w którym krzywizna jest nieskończona oraz tego, iż Wszechświat się z niego począł .
Do odkrycia twierdzenia o istnieniu osobliwości przyczyniły się badania naukowców w latach 60. XX wieku, których tematem była osobliwość w ujęciu geometrycznym. Z powodu trudności ze zdefiniowaniem samej osobliwości przyjęto, że są to brzegi czasoprzestrzeni. W 1965 Penrose udowodnił, iż zapadanie grawitacyjne (bez względu na stopień jego symetryczności) prowadzi do osobliwości.
Wykorzystał to Hawking, który w tym samym roku dowiódł występowania osobliwości w dużej liczbie modeli kosmologicznych o ujemnej krzywiźnie grawitacyjnej. W niedługim czasie przebadał ze swoim współpracownikiem George'em Ellisem modele o jednorodnej przestrzeni. W tym czasie pojawiło się wiele nowych teorii na temat osobliwości, wśród których największe znaczenie ma praca Penrose’a i Hawkinga "Osobliwości w kolapsie grawitacyjnym i kosmologii" z 1970. Odkrycia w niej zawarte twierdziły, iż osobliwość wynika z matematycznej struktury ogólnej teorii względności (a nie jak wcześniej uważano: z przyjmowania uproszczonych założeń).

## Charakterystyka
Osobliwość w rozwiązaniach równań pola Einsteina to jedna z dwóch opcji:
1. sytuacja, w której materia jest ściśnięta do obszaru punktu (przestrzenna osobliwość)
2. sytuacja, w której promienie światła pochodzą z obszaru o nieskończonej krzywiźnie (czasopodobna osobliwość)

Przestrzenne osobliwości są cechą nie-rotujących czarnych dziur, podczas gdy czasopodobne pojawiają się w wirujących bądź posiadających ładunek elektryczny rozwiązaniach. Oba rodzaje posiadają następującą właściwość:
geodezyjną niekompletność: Pewne cząstki światła lub materii nie mogą przejść poza określony czas lub afiniczny parametr (afiniczny parametr wynosi zero w ciągu pewnego czasu)

## Penrose a Hawking
Teoria Penrose'a gwarantuje, że pewien rodzaj geodezyjnej niekompletności pojawia się wewnątrz każdej czarnej dziury, gdy materia spełnia odpowiednie warunki energetycze. Warunek energetyczny wymagany dla teorii osobliwości czarnej dziury jest słaby: mówi, że promienie są zawsze skupione razem przez grawitację i jest ważny zawsze, gdy energia materii nie jest ujemna.
Teoria osobliwości Hawkinga dotyczy całego Wszechświata i działa wstecz w czasie: w swojej oryginalnej formule gwarantuje, że osobliwość w chwili Wielkiego Wybuchu miała nieskończoną gęstość. Jednak w późniejszym czasie Hawking zrewidował swój pogląd stwierdzając w książce Krótka historia czasu: (...) w rzeczywistości nie było żadnej osobliwości w chwili powstawania wszechświata. Wnioski, na których podstawie wysunął to twierdzenie, pochodzą z mechaniki kwantowej, gdzie ogólna teoria względności jest niewystarczająca, gdy prowadzi się rozważania dotyczące wielkości mniejszych od wielkości Plancka.
Teoria Penrose'a jest natomiast bardziej restrykcyjna – jest ważna tylko wtedy, gdy materia spełnia silniejszy warunek energetyczny, nazywany dominującym warunkiem energetycznym, co oznacza, że energia jest większa od ciśnienia. Podczas inflacji Wszechświat naruszył silniejszy dominujący warunek energetyczny (ale nie słaby warunek energetyczny), w związku z czym kosmologia inflacyjna unika osobliwości wielkiego wybuchu zamieniając go na gładki początek.

## Literatura dodatkowa
- Hawking, Stephen; and Ellis, G. F. R. The Large Scale Structure of Space-Time, Cambridge: Cambridge University Press 1973. ISBN 0-521-09906-4
- Michał Heller: Osobliwy Wszechświat. Wstęp do teorii klasycznej osobliwości kosmologicznej. Warszawa: Państwowe Wydawnictwo Naukowe, 1991. ISBN 83-01-10079-6.